# Searsburg
Searsburg és una població dels Estats Units a l'estat de Vermont. Segons el cens del 2000 tenia 96 habitants.

## Demografia
Segons el cens del 2000, Searsburg tenia 96 habitants, 40 habitatges, i 24 famílies. La densitat de població era d'1,7 habitants per km².
Dels 40 habitatges en un 32,5% hi vivien nens de menys de 18 anys, en un 52,5% hi vivien parelles casades, en un 2,5% dones solteres, i en un 40% no eren unitats familiars. En el 37,5% dels habitatges hi vivien persones soles el 15% de les quals corresponia a persones de 65 anys o més que vivien soles. El nombre mitjà de persones vivint en cada habitatge era de 2,4 i el nombre mitjà de persones que vivien en cada família era de 3,21.
Per edats la població es repartia de la següent manera: un 27,1% tenia menys de 18 anys, un 5,2% entre 18 i 24, un 25% entre 25 i 44, un 33,3% de 45 a 60 i un 9,4% 65 anys o més.
L'edat mediana era de 42 anys. Per cada 100 dones de 18 o més anys hi havia 133,3 homes.
La renda mediana per habitatge era de 17.500 $ i la renda mediana per família de 31.667 $. Els homes tenien una renda mediana de 28.333 $ mentre que les dones 25.250 $. La renda per capita de la població era de 10.472 $. Entorn del 10% de les famílies i el 17,5% de la població estaven per davall del llindar de pobresa.